# Кецель
Кецель (також Кецел; угор. Kecel) — місто на півдні Угорщини, входить до складу медьє Бач-Кішкун. Відноситься до Кішкйорйошського району.

## Географія
Кецель розташований на Тисо-Дунайській низовині. Знаходиться в центральній частині медьє Бач-Кішкун, на рівнинній місцевості, на висоті 105 метрів над рівнем моря.
Кецель розташований на відстані 50 кілометрів на південь від Кечкемета, адміністративного центру медьє, і на відстані 96 кілометрів на південь від Будапешта, столиці країни.
Місто займає площу 114,48 км², муніципалітет складається з основної частини та трьох невеликих приміських селищ. За 6 км на захід від міста пролягає канал Дуна-Вельде-Фечаторна.

## Історія
В письмових джерелах Кецель згадується з 1198 року.

## Населення
За даними офіційним переписом 2001 року, населення Кецеля становило 9 259 осіб. Є тенденція до зниження чисельності населення. Динаміка чисельності населення міста:
| 1987  | 2001  | 2012  |
| ----- | ----- | ----- |
| 9 100 | 9 259 | 8 687 |

В етнічному складі населення переважають угорці (91,9 %), представлені також цигани (2 %) і німці (0,3 %).

## Релігія
Велика частина жителів (78,1 %) сповідує католицтво, 3,1 % — протестанти різних напрямків, 3,1 % відносять себе до інших церков і деномінацій, 4 % не сповідують релігій . Релігійна приналежність інших 11,7 % жителів невідома або не визначена.

## Транспорт
Місто пов'язане автотранспортним сполученням з великими містами, діють кілька автобусних маршрутів. Однойменна залізнична станція знаходиться за 3,5 км на північний захід від Кецеля.